# Red Bull RB19
La Red Bull RB19 è una monoposto di Formula 1 realizzata dalla scuderia Red Bull Racing per prendere parte al campionato mondiale di Formula 1 2023. 
Ha vinto 21 delle 22 gare in calendario e ha infranto numerosi record; con il 95,45% di gare vinte in una singola stagione è la vettura più vincente della storia della Formula 1 battendo di poco il precedente record appartenuto alla McLaren MP4/4 del 1988, la quale aveva vinto 15 gare su 16 con una percentuale del 93,75% di vittorie.

## Livrea
La livrea rimane sostanzialmente identica a quella della RB18, quindi caratterizzata dal blu opaco in uso sin dalla RB12 del 2016, con le scritte rosse e gli sponsor bianchi. Le uniche differenze rispetto alla RB18 sono i loghi del nuovo sponsor ROKT, posizionato nella zona degli attacchi dell'halo al posto dei loghi del vecchio sponsor Citrix, e i loghi dello sponsor tecnico Castore al posto dei loghi Puma. Entrambe le ali sono completamente senza vernice già dalla presentazione e sugli endplate dell'ala posteriore, i loghi di Mobil1 e talvolta Esso non hanno più lo sfondo rosso, mentre scompaiono del tutto i loghi di Tezos.
Nell'ambito di una campagna chiamata Make Your Mark, la Red Bull ha adottato tre livree speciali disegnate dai tifosi nelle tre corse disputate su suolo statunitense. La prima di esse viene impiegata nel Gran Premio di Miami, durante il quale per omaggiare l'eponima città, le RB19 corrono con una livrea rivisitata che mostra sulle fiancate e per tutta la lunghezza della vettura tre fasce rosa, azzurra e fucsia, i suoi colori divenuti simbolo grazie alla serie televisiva Miami Vice.
La seconda viene adottata nel Gran Premio degli Stati Uniti d'America, durante il quale le due RB19 corrono con una livrea ispirata alla bandiera del Texas, la quale trova luogo sull'esterno delle paratie dell'ala posteriore e le cui bande orizzontali bianca e rossa si allungano per tutto il corpo della vettura fino all'ala anteriore. In aggiunta a ciò, la parte inferiore della carrozzeria diventa azzurra e vengono inserite alcune stelle rosse e blu sulle fiancate.
La terza e ultima livrea speciale appare nel Gran Premio di Las Vegas, durante il quale il disegno mostrato sulle vetture riprende alcuni elementi caratteristici della città, ossia le lampade al neon, le fiche e le carte da gioco, applicati su un fondo viola lungo la fiancata.

## Caratteristiche
La RB19 mantiene le stesse caratteristiche della precedente RB18, risultandone quindi un'evoluzione. Il muso viene modificato: è più stretto, nella parte superiore è più profilato e meno tondeggiante e anche nella zona dell'attacco all'ala anteriore ha una forma più squadrata. Nella parte inferiore invece ha una forma a chiglia. Le pance mantengono la stessa forma della RB18, ma lo scavo al disotto delle prese d'aria è più pronunciato e la parte tra il fondo e le pance risulta più stretta. Lateralmente alla pance viene accennata una piccola incavatura. Sul cofano motore rimane la bombatura nella zona della coda che si restringe nella parte bassa introdotta nel Gran Premio d'Austria 2022. Aderendo alle modifiche regolamentari per l'anno 2023, la vettura ha il fondo rialzato di 10 mm nella parte centrale e di 25 mm sul bordo laterale e degli specchietti più grandi.
Nel Gran Premio d'Azerbaigian viene portato un pacchetto di aggiornamenti che modifica le prese d’aria laterali, rendendole più fine e larghe, in modo da incanalare più aria sotto le pance, e introduce un fondo modificato nella zona delle prese d’aria anteriori. Le prese d’aria poi vengono ulteriormente ristrette nel Gran Premio d'Ungheria.

## Carriera agonistica

### Test
Già dai test pre-stagionali di febbraio si capisce che la RB19 è uno sviluppo della vettura dell'anno precedente.
La Red Bull è infatti riuscita ad ottenere il miglior tempo nella prima sessione, con Max Verstappen, e nella terza, con Sérgio Perez, con quest'ultimo che ha fatto segnare il tempo più veloce dei test. Questi risultati sono dovuti soprattutto al grande miglioramento sul carico aerodinamico dovuto ad un posteriore stabile ed un anteriore reattivo. Dai test poi si è tratta anche la buona gestione delle gomme da parte della vettura e le alte velocità di punta.
Dopo i test, quando chiesto dove la vettura fosse migliorata, Max Verstappen ha risposto: "Ovunque".

### Stagione
La vettura conferma subito le aspettative dei test pre-stagionali, iniziando con due doppiette consecutive, risultato ottenuto per la seconda volta nella storia della scuderia, la prima dal 2009.
Dall'inizio della stagione la vettura vince tutte le gare, con 2 vittorie con Pérez e 12 con Verstappen, divenendo la vettura con più successi di fila, battendo il precedente record di 11 vittorie consecutive stabilito dalla McLaren MP4/4. Inoltre Verstappen riesce ad arrivare a 10 vittorie consecutive, nuovo record infranto dopo 10 anni, in precedenza detenuto da Sebastian Vettel sempre con il team anglo-austriaco nel 2013. 
La striscia di vittorie viene interrotta a Singapore, unica gara dove la RB19 non arriva a podio, ma in Giappone con 6 gare d'anticipo la squadra si laurea campione del mondo costruttori, battendo il precedente record detenuto in coabitazione tra la McLaren MP4/4 e la Ferrari F2004 che vinsero con 5 in anticipo. Vincendo il Gran Premio di Las Vegas la RB19 diventa la vettura con più vittorie in una stagione arrivando a superare la Mercedes F1 W07 Hybrid del 2016, che riuscì a vincere 19 su 21 gare. E supera anche il record di punti conquistati in una stagione con 860 punti iridati, record in precedenza sempre della Mercedes.

## Piloti
| Piloti ufficiali         | Piloti ufficiali | Piloti ufficiali |
| Nazione                  | Nome             | Numero           |
| ------------------------ | ---------------- | ---------------- |
| Paesi Bassi (bandiera)   | Max Verstappen   | 1                |
| Messico (bandiera)       | Sergio Pérez     | 11               |
| Piloti di riserva        |                  |                  |
| Nazione                  | Nome             | Numero           |
| Australia (bandiera)     | Daniel Ricciardo | 3                |
| Nuova Zelanda (bandiera) | Liam Lawson      | 40               |
| Norvegia (bandiera)      | Dennis Hauger    |                  |
| Barbados (bandiera)      | Zane Maloney     |                  |
| Regno Unito (bandiera)   | Jake Dennis      | 36               |
| Francia (bandiera)       | Isack Hadjar     | 37               |

## Risultati in Formula 1
| Anno | Team            | Motore     | Gomme | Piloti     |   |   |   |    |   |    |   |   |    |   |   |   |   |   |   |     |    |    |     |    |   |   | Punti | Pos. |
| ---- | --------------- | ---------- | ----- | ---------- | - | - | - | -- | - | -- | - | - | -- | - | - | - | - | - | - | --- | -- | -- | --- | -- | - | - | ----- | ---- |
| 2023 | Red Bull Racing | Honda RBPT | P     | Verstappen | 1 | 2 | 1 | 23 | 1 | 1  | 1 | 1 | 1  | 1 | 1 | 1 | 1 | 1 | 5 | 1   | 12 | 1  | 1   | 1  | 1 | 1 | 860   | 1º   |
| 2023 | Red Bull Racing | Honda RBPT | P     | Pérez      | 2 | 1 | 5 | 1  | 2 | 16 | 4 | 6 | 32 | 6 | 3 | 2 | 4 | 2 | 8 | Rit | 10 | 45 | Rit | 43 | 3 | 4 | 860   | 1º   |

| Legenda | 1º posto     | 2º posto | 3º posto    | A punti         | Senza punti/Non class.  | Grassetto – Pole position Corsivo – Giro più veloce Apice – Risultato Sprint (A punti) |
| Legenda | Squalificato | Ritirato | Non partito | Non qualificato | Solo prove/Terzo pilota | Grassetto – Pole position Corsivo – Giro più veloce Apice – Risultato Sprint (A punti) |